# 地理学の第一法則
地理学の第一法則（ちりがくのだいいちほうそく、英語: first law of geography）とは、ワルド・トブラーにより1970年に提唱された概念である。この概念は空間的依存性を指摘したもので、トブラーは、全てのものは他の全てのものと関係性を持つが、距離がより近いもの同士ではより関係性が密接であることを指摘している。これは空間的自己相関を定性的に説明したものといえる。

## 評価
発表後20年ほどはあまり関心が向けられなかったが、地理情報システムの普及により再び取りあげられるようになってきた。
2004年にAnnals of the Association of American Geographersで地理学の第一法則を検証する特集が組まれている。

## 原著論文
- Tobler, W. 1970 A Computer Movie Simulating Urban Growth in the Detroit Region. Economic Geography, 46: 234–240. doi:10.2307/143141